# Oligodon fasciolatus
Oligodon fasciolatus es una especie de serpiente del género Oligodon, familia Colubridae. También conocida como serpiente kukri de Bangkok. Fue descrita científicamente por Günther en 1864.
Se distribuye por Tailandia, Camboya, Laos, Vietnam y China. Mide 115 centímetros de longitud.

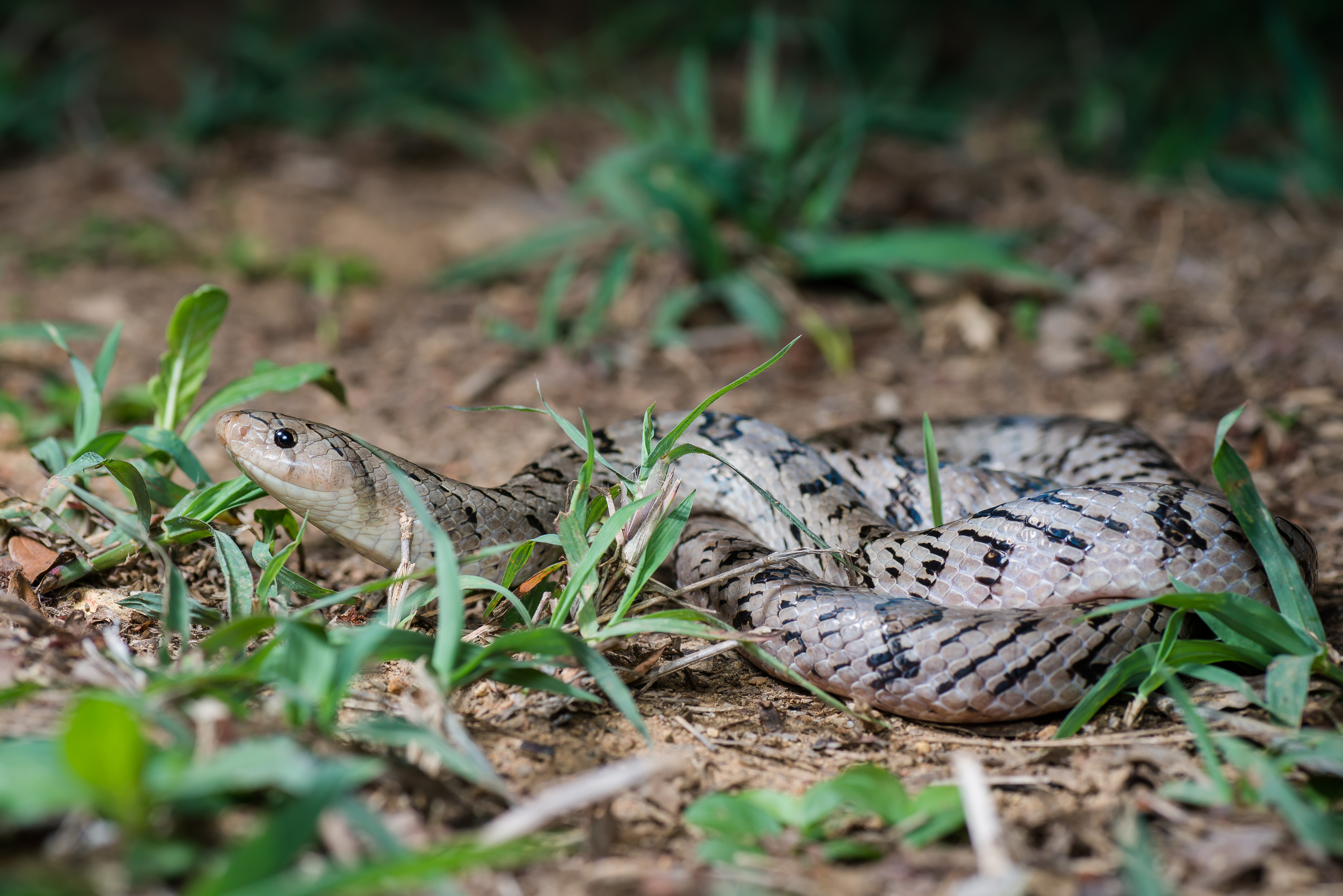
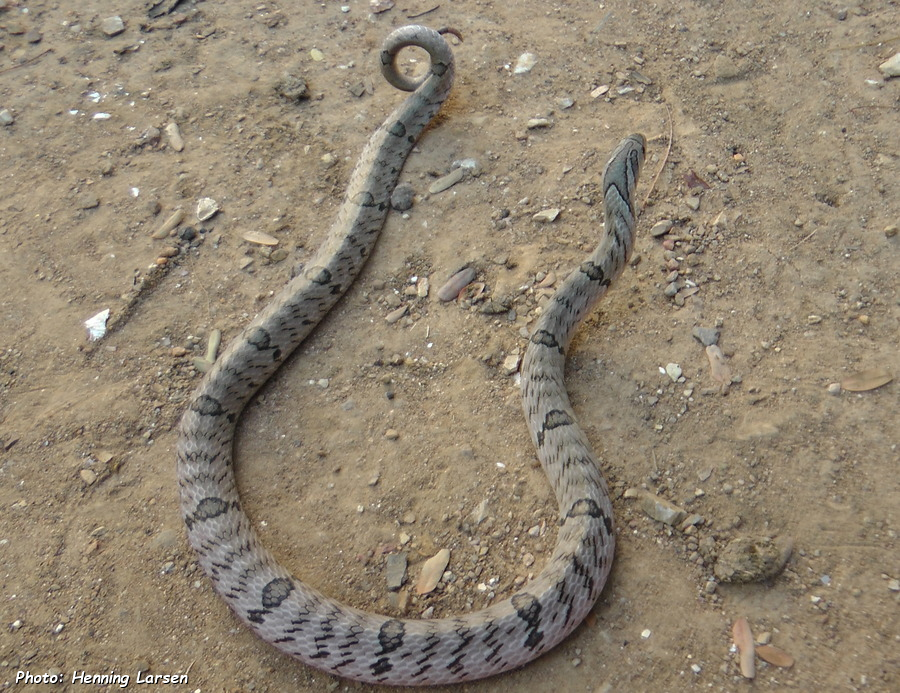
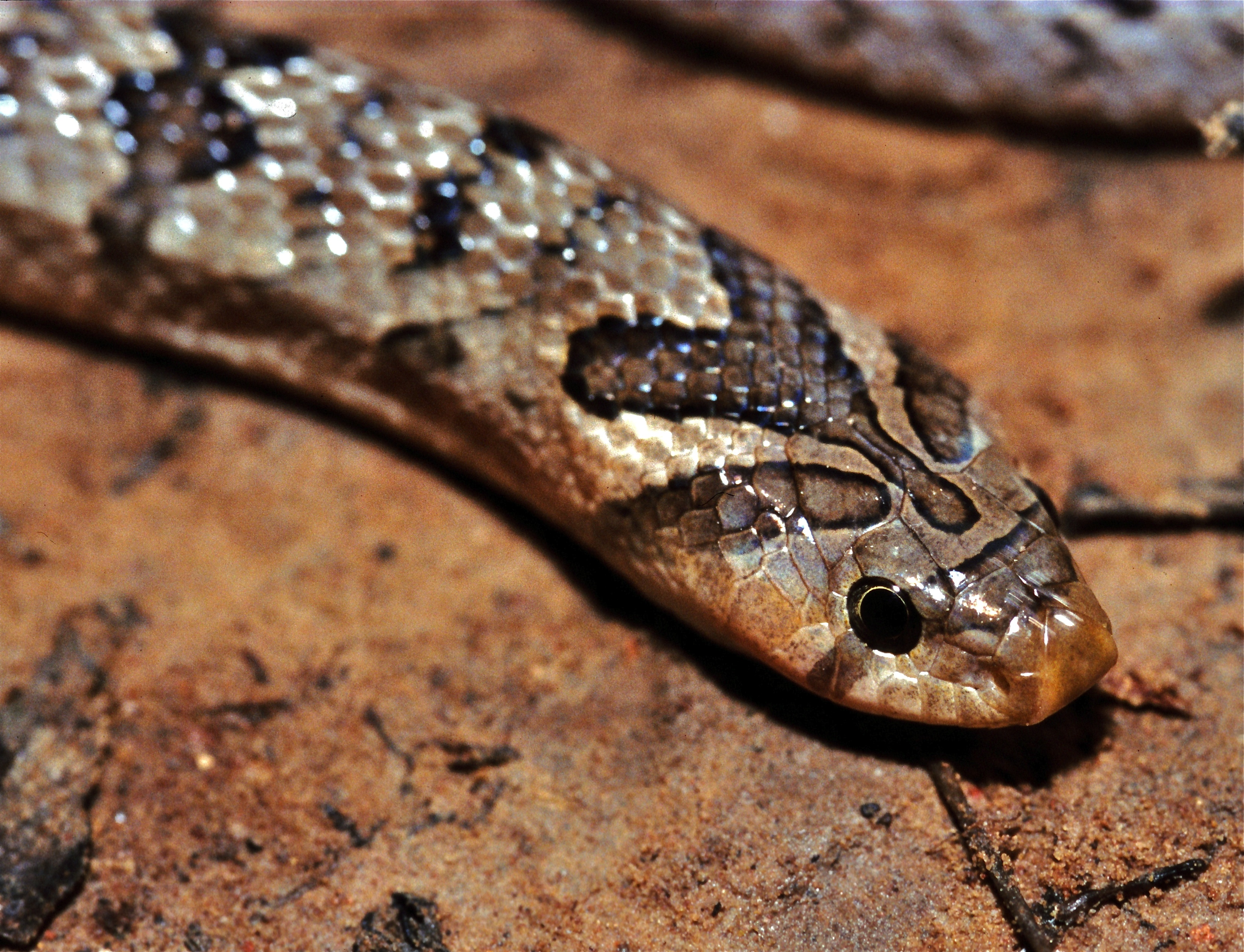